# Syzeuctus epischniae
Syzeuctus epischniae är en stekelart som beskrevs av Joseph Augustine Cushman 1926. Syzeuctus epischniae ingår i släktet Syzeuctus och familjen brokparasitsteklar.

## Underarter
Arten delas in i följande underarter:
- S. e. schmidi
- S. e. bisellatus
- S. e. balteatus
- S. e. sigmoidalis